# Pacaner

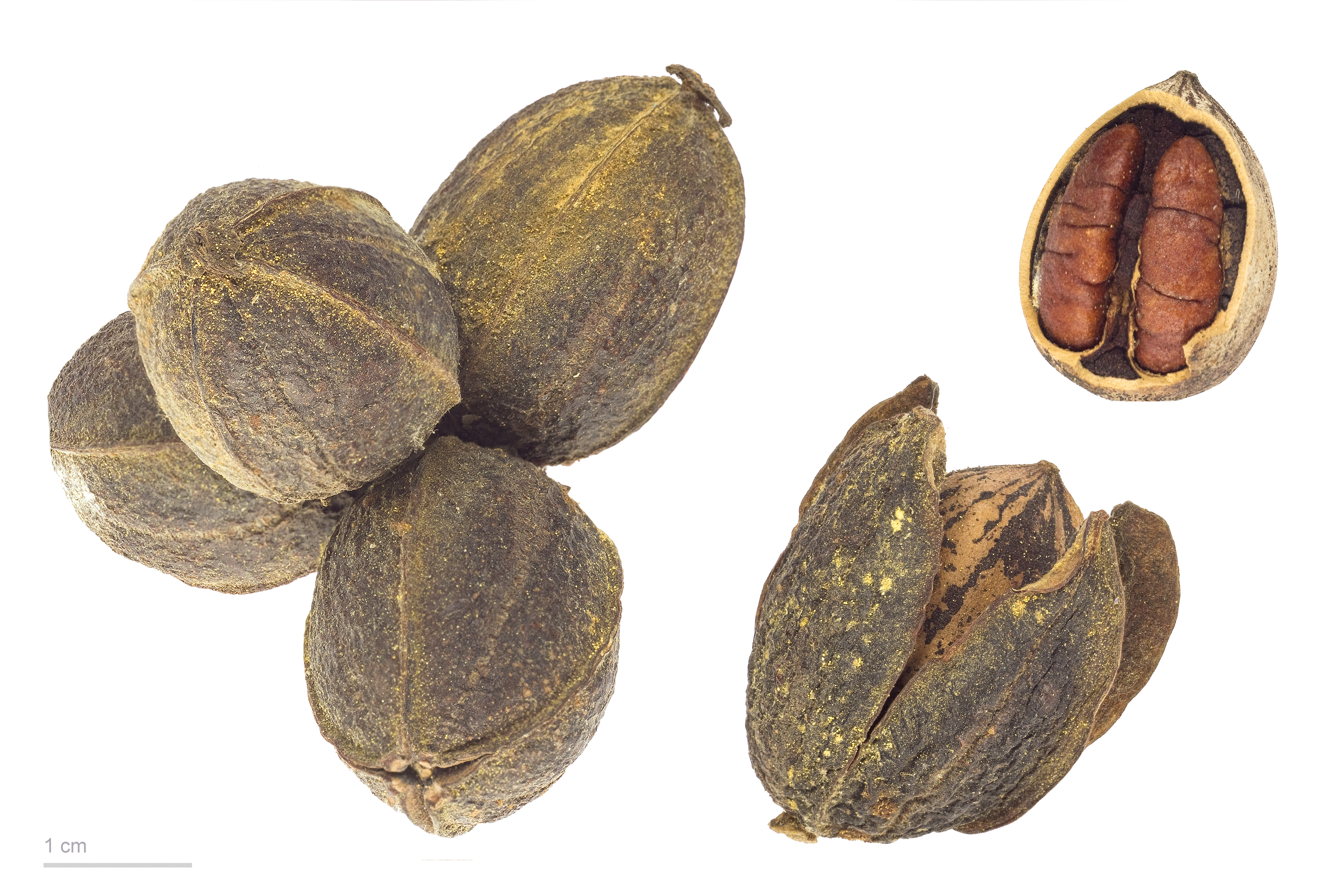
Carya illinoinensis

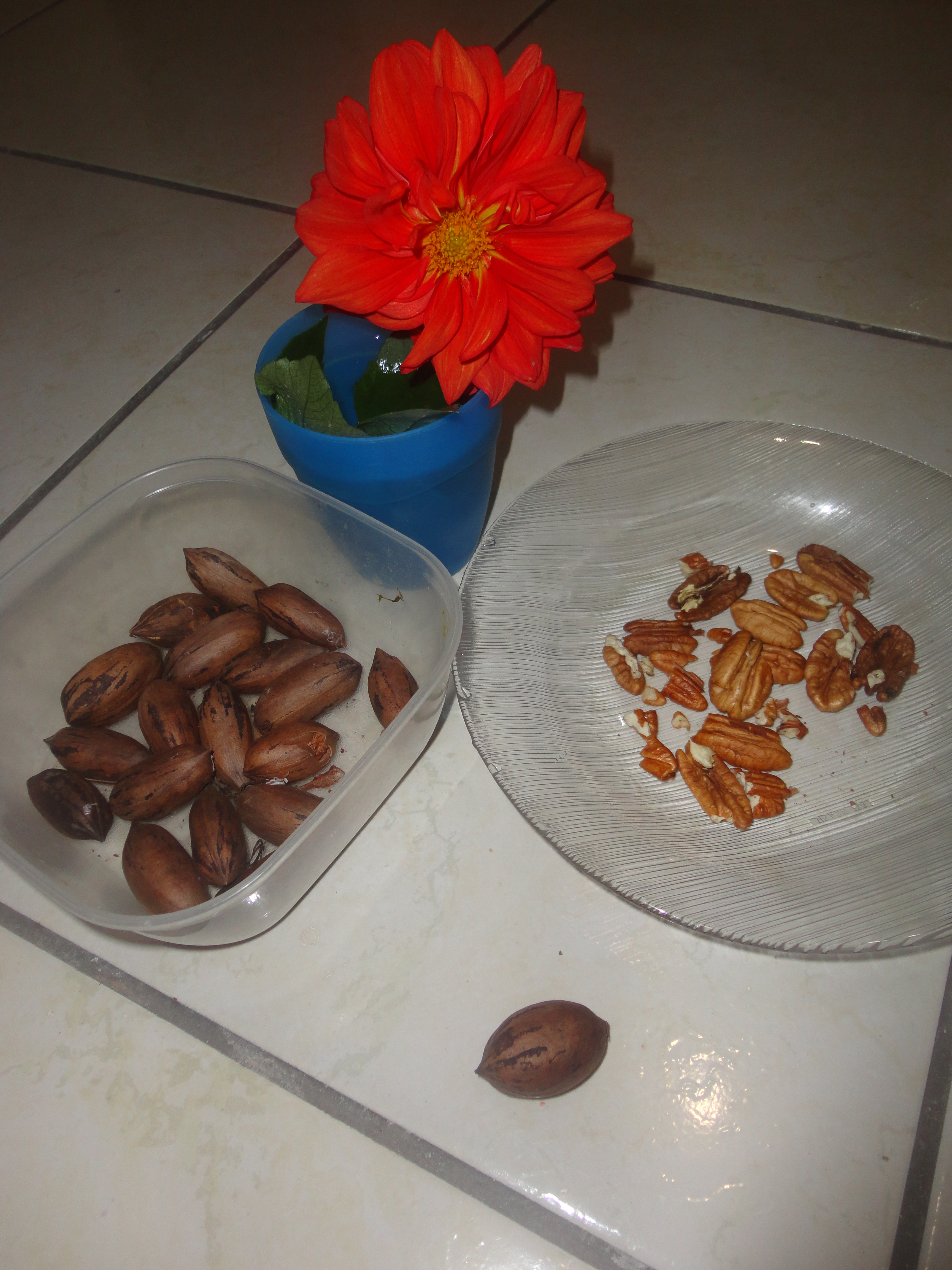
Nou de pecan

El Pacaner (Carya illinoinensis) és un arbre de la mateixa família botànica que el noguer (Juglandaceae) originari del centre dels Estats Units.

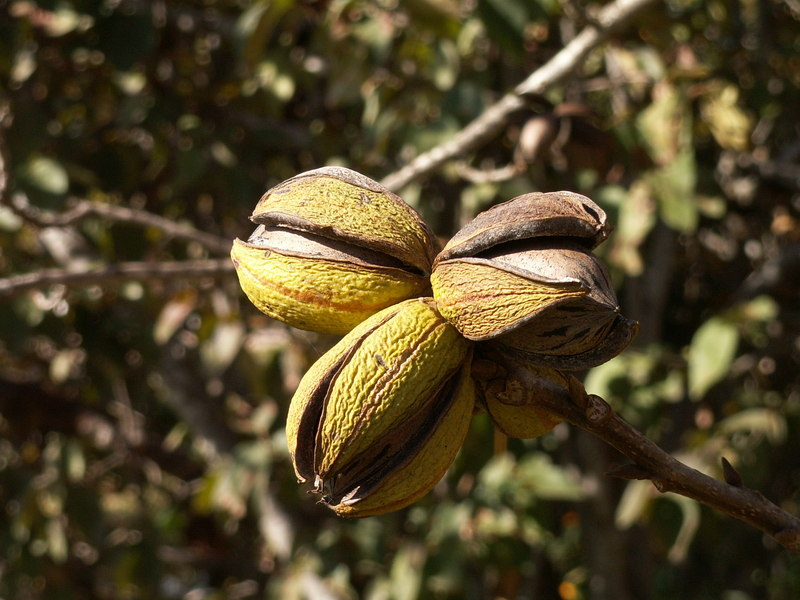
nous de pacaner madures

## Descripció
Arbre monoic que pot superar els 30 metres d'alçada, caducifoli, fulles alternes i pinnades de fins a 70 cm de llarg. Flors de pol·linització anemòfila les masculines en forma d'ament de color verd les femenines en forma d'espiga. Els fruits es disposen en raïms i són oblongs de 6 cm de llarg i 3 cm d'ample.

## Conreu
Necessita prop de mil hores de fred (hores en què la temperatura ha estat per sota del llindar dels 7°C) per la qual cosa no pot conrear-se en climes tropicals. A l'hivern suporta temperatures per sota dels -20°C. No aguanta la secada, es fa en climes humits o en regadiu. Algunes varietats americanes són: Curtis, Frotscher, Moneymaker o Pabst. Arbre de creixement lent, tarda uns 10 anys a donar fruit però quan és adult pot donar 100 kg de nous. Viu molts anys.

## Usos

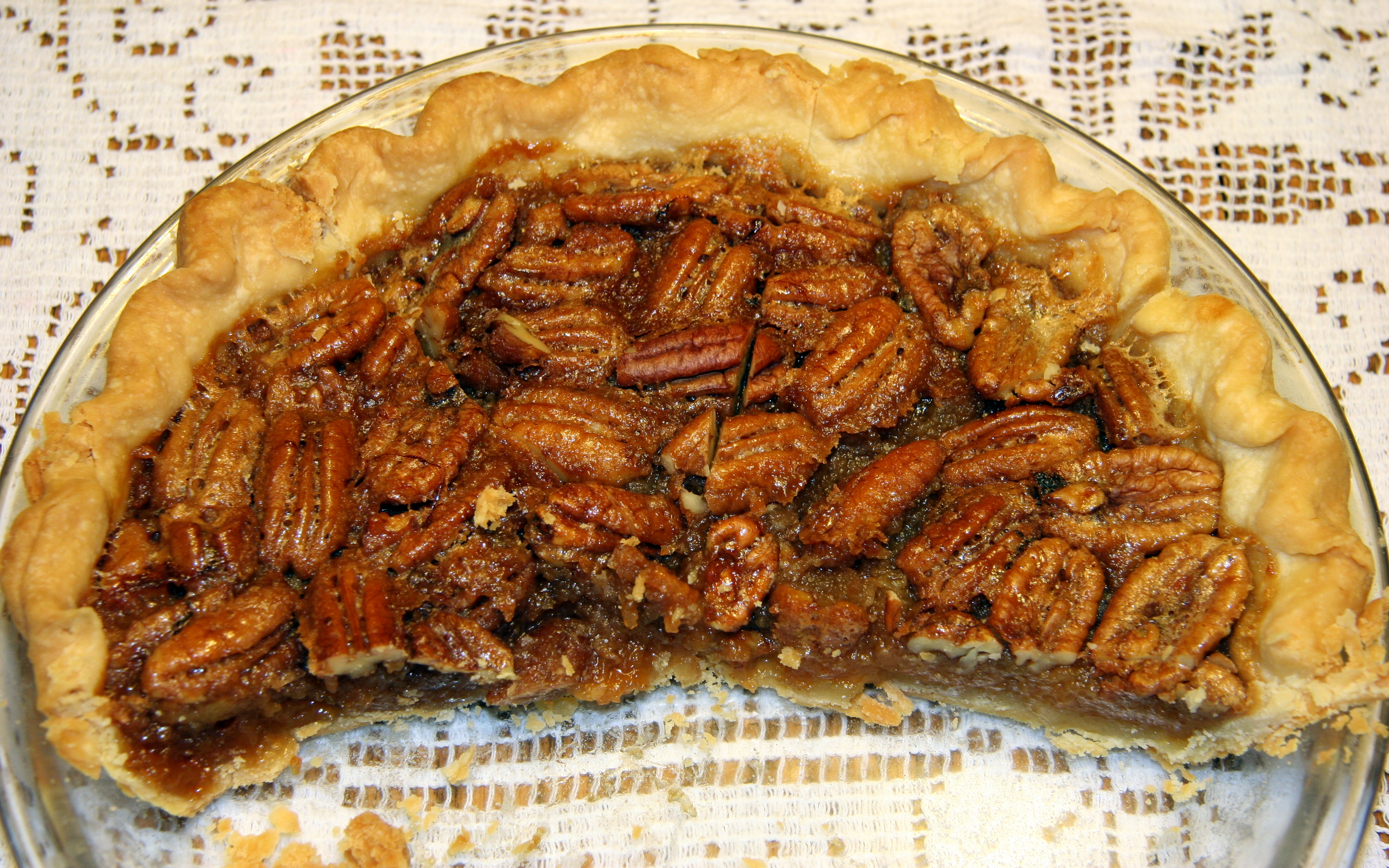
Pastís de fruits de pacaner

Les nous del pacaner s'anomenen pacanes (pacana en singular) i són comestibles (70% d'oli) i la fusta (pesant i dura) té molts usos en ebenisteria i com a combustible o fusta per fumar productes alimentaris.
L'oli de llavors del pacaner (en anglès: Cashew shell oil) és tòxic pels humans però hi ha estudis que indiquen que actua contra la càries dental.
L'oli de pacaner es fa servir per al tractament de la fusta i contra l'atac dels tèrmits, a més es fa servir com additiu als líquids dels frens en automoció. També són utilitzades com a acompanyant a formatges com el rocafort.